# Каплиця РКЦ (Тростянці)
Каплиця РКЦ у Тростянці — римсько-католицька церква в селі Тростянцях Тернопільської области України.

## Відомості
У 1912 р. споруджена та освячена філіальна мурована каплиця.
Нині перебуває у досить доброму стані.

## Настоятелі
- о. Петро Соколовський.